# Ksabi Moulouya
Ksabi Moulouya (en àrab قصابي ملوية, Qṣābī Mulūya; en amazic ⵇⵚⴰⴱⵉ ⵎⵍⵡⵢⵢⴰ) és una comuna rural de la província de Boulemane, a la regió de Fes-Meknès, al Marroc. Segons el cens de 2014 tenia una població total de 10.614 persones.